# Massimiliano Blardone
Massimiliano Blardone, född 26 november 1979 i Domodossola, är en tidigare italiensk alpin skidåkare. Massimilianos bästa gren var storslalom.

## Världscupsegrar
| Datum            | Plats              | Gren       |
| ---------------- | ------------------ | ---------- |
| 11 januari 2005  | Adelboden          | Storslalom |
| 18 december 2005 | Alta Badia         | Storslalom |
| 2 december 2006  | Beaver Creek       | Storslalom |
| 8 december 2007  | Bad Kleinkirchheim | Storslalom |
| 20 december 2009 | Alta Badia         | Storslalom |
| 18 december 2011 | Alta Badia         | Storslalom |
| 26 februari 2012 | Crans Montana      | Storslalom |